# Visis Cabá
La reserva de la biosfera Visis Cabá, también conocido como biosfera Ixil es un espacio natural protegido de 450 km² en el departamento de El Quiché, Guatemala. La reserva se encuentra en el norte del municipio de Chajul, en las tierras comunales de las comunidades Ixiles.